# قاعدة الغاز النبيل

تتابع الأغلفة الذرية. الغلاف الأول ويحتوي على 2 إلكترونات ؛ والغلاف الثاني :يمكن أن يحتوي على 8 إلكترونات. النقطة الحمراء في الوسط هي نواة الذرة.

قاعدة الغاز النبيل تقول أن ذرات العناصر تحاول أن يكون لها نفس عدد الإلكترونات التي توجد في ذرة غاز نبيل.

## مباديء عامة
معظم الغازات النبيلة تمتلك غلافا به 8 إلكترونات تكافؤ. هذا ما عدا الهيليوم حيث أن له إلكترونين فقط. وتكون الأغلفة الذرية الإلكترونية مستقرة في الغازات النبيلة، مما يجعلها «غازات نبيلة» لا تتفاعل كيميائيا. وهذا هو السبب في ان الغازات النبيلة في ظروف قياسية من الضغط ودرجة الحرارة تتكوّن من ذرات منفردة وليست جزيئات. وبناءا على ذلك فقد قام العالمان «غيلبرت لويس» و «ألبرخت كوسيل» بصياغة قاعدة الغاز النبيل في عام 1916. وهذه القاعدة تقول:
„ذرات العناصر الأخرى التي لا تنتمي إلى الغازات النبيلة يمكنها التوصل إلى التوزيع الإلكتروني المميز للغازات النبيلة، وذلك عن طريق تفاعل كيميائي واكتساب إلكترونات أو الاستغناء عن إلكترونات (رابطة أيونية) أو تستخدم ذرات أخرى (لتكوين جزيئات أو رابطة ذرية).“

## المنظومة في الجدول الدوري للعناصر
في الدورة الأولى للجدول الدوري للعناصر نجد الغاز النبيل الهيليوم وهو مكون من التوزيع الإلكتروني 1s2. ومن الوجهة الافتراضية يمكن للهيدروجين أن يلتقط منه إلكترون ويكون أيون سالب الشحنة. أما الليثيوم والبريليوم والبورون فيستطيعون عن طريق أعطاء إلكترونا (تأكسد) وتكوين كاتيون والتوصل إلى توزيع الإلكترونات الخاصة بالهيليوم.
وتستطيع عناصر الدورة الثانية في الجدول الدوري التوصل إلى توزيع الإلكتروني الخاص بالغاز النبيل غالبا عن طريق اكتساب إلكترونا (اختزال). ويحصلون من خلال ذلك على التوزيع الإلكتروني للنيون
(1s22s22p6).
كذلك تستطيع الدورات اللاحقة في الجدول الدوري للعناصر التوصل إلى التوزيع الإلكتروني للغاز النبيل عندما تشغل 8 إلكترونات الغلاف الخارجي لذرتها (s2p6)، بحيث يكتمل الغلاف الخارجي ويصبح مطابقا لتوزيع الإلكترونات في الغلاف الخارجي لغاز نبيل.

## اقرأ أيضا
- توزيع إلكتروني
- الجدول الدوري
- تكافؤ